# Nothing Really Matters (Mr. Probz)
Nothing Really Matters is een lied van de Nederlandse hiphopartiest Mr. Probz. Het werd oorspronkelijk geschreven door Giorgio Tuinfort in samenwerking met de Amerikaanse zanger Akon. Mr. Probz bewerkte vervolgens de compositie. Ook Ed Sheeran werkte mee aan het schrijven ervan.
Left Lane Recordings bracht "Nothing Really Matters" op 29 september 2014 als single uit. Drie dagen eerder werd het liedje op YouTube gezet en op 21 november 2014 werd de bijbehorende muziekvideo op Mr. Probz Vevo-kanaal geüpload. De single werd een nummer één-hit in de Nederlandse Top 40 en bereikte de derde plaats in de Vlaamse hitlijst.

## Hitnoteringen

### Nederlandse Top 40
| Hitnotering: 11-10-2014 t/m 11-04-2015 | Hitnotering: 11-10-2014 t/m 11-04-2015 | Hitnotering: 11-10-2014 t/m 11-04-2015 | Hitnotering: 11-10-2014 t/m 11-04-2015 | Hitnotering: 11-10-2014 t/m 11-04-2015 | Hitnotering: 11-10-2014 t/m 11-04-2015 | Hitnotering: 11-10-2014 t/m 11-04-2015 | Hitnotering: 11-10-2014 t/m 11-04-2015 | Hitnotering: 11-10-2014 t/m 11-04-2015 | Hitnotering: 11-10-2014 t/m 11-04-2015 | Hitnotering: 11-10-2014 t/m 11-04-2015 | Hitnotering: 11-10-2014 t/m 11-04-2015 | Hitnotering: 11-10-2014 t/m 11-04-2015 | Hitnotering: 11-10-2014 t/m 11-04-2015 | Hitnotering: 11-10-2014 t/m 11-04-2015 |
| Week:                                  | 1                                      | 2                                      | 3                                      | 4                                      | 5                                      | 6                                      | 7                                      | 8                                      | 9                                      | 10                                     | 11                                     | 12                                     | 13                                     | 14                                     |
| -------------------------------------- | -------------------------------------- | -------------------------------------- | -------------------------------------- | -------------------------------------- | -------------------------------------- | -------------------------------------- | -------------------------------------- | -------------------------------------- | -------------------------------------- | -------------------------------------- | -------------------------------------- | -------------------------------------- | -------------------------------------- | -------------------------------------- |
| Positie:                               | 17                                     | 1                                      | 1                                      | 1                                      | 1                                      | 1                                      | 1                                      | 1                                      | 2                                      | 2                                      | 3                                      | 5                                      | 6                                      | 6                                      |
| Week:                                  | 15                                     | 16                                     | 17                                     | 18                                     | 19                                     | 20                                     | 21                                     | 22                                     | 23                                     | 24                                     | 25                                     | 26                                     |                                        |                                        |
| Positie:                               | 8                                      | 8                                      | 9                                      | 10                                     | 11                                     | 11                                     | 14                                     | 17                                     | 18                                     | 23                                     | 33                                     | 40                                     | uit                                    |                                        |

### NederlandseSingle Top 100
| Hitnotering: 04-10-2014 t/m | Hitnotering: 04-10-2014 t/m | Hitnotering: 04-10-2014 t/m | Hitnotering: 04-10-2014 t/m | Hitnotering: 04-10-2014 t/m | Hitnotering: 04-10-2014 t/m | Hitnotering: 04-10-2014 t/m | Hitnotering: 04-10-2014 t/m | Hitnotering: 04-10-2014 t/m | Hitnotering: 04-10-2014 t/m | Hitnotering: 04-10-2014 t/m | Hitnotering: 04-10-2014 t/m | Hitnotering: 04-10-2014 t/m | Hitnotering: 04-10-2014 t/m | Hitnotering: 04-10-2014 t/m | Hitnotering: 04-10-2014 t/m | Hitnotering: 04-10-2014 t/m | Hitnotering: 04-10-2014 t/m | Hitnotering: 04-10-2014 t/m | Hitnotering: 04-10-2014 t/m | Hitnotering: 04-10-2014 t/m |
| Week:                       | 1                           | 2                           | 3                           | 4                           | 5                           | 6                           | 7                           | 8                           | 9                           | 10                          | 11                          | 12                          | 13                          | 14                          | 15                          | 16                          | 17                          | 18                          | 19                          | 20                          |
| --------------------------- | --------------------------- | --------------------------- | --------------------------- | --------------------------- | --------------------------- | --------------------------- | --------------------------- | --------------------------- | --------------------------- | --------------------------- | --------------------------- | --------------------------- | --------------------------- | --------------------------- | --------------------------- | --------------------------- | --------------------------- | --------------------------- | --------------------------- | --------------------------- |
| Positie:                    | 25                          | 2                           | 1                           | 1                           | 1                           | 1                           | 1                           | 1                           | 2                           | 2                           | 3                           | 5                           | 6                           |                             |                             |                             |                             |                             |                             |                             |

### NPO Radio 2 Top 2000
| Nummer met noteringen in de NPO Radio 2 Top 2000 | '14 | '15 | '16  | '17  | '18  | '19  |
| ------------------------------------------------ | --- | --- | ---- | ---- | ---- | ---- |
| Nothing really matters                           | 246 | 565 | 1248 | 1783 | 1699 | 1853 |

1. ↑  Een vetgedrukt getal geeft de hoogste notering aan.
2. ↑  2014 was het eerste jaar met een notering voor dit nummer.
3. ↑  Deze tabel is bijgewerkt tot en met de laatste editie (2024).